# Рипль-Ронаи, Йожеф
Йожеф Рипль-Ро́наи, Риппл-Ронаи (венг.  Rippl-Rónai József, 23 мая 1861, Капошвар — 25 ноября 1927, там же) — венгерский живописец и график. Впервые внёс в венгерскую живопись стили, присущие современному ему европейскому искусству, в первую очередь французскому.

## Биография
Йожеф Рипль-Ронаи родился в Капошваре в 1861 году. После учебы в старшей школе он отправился учиться в Будапешт, где получил степень в области фармакологии. В 1884 году он отправился в Мюнхен для изучения живописи в Академии. Два года спустя он получил грант, который позволил ему переехать в Париж и учиться у Михая Мункачи, крупнейшего венгерского реалистического живописца, и затем, минуя стадии натурализма и импрессионизма, перешёл сразу к постимпрессионизму.
Первые два года он работал в студии Мункачи, в 1889 году отошёл от реалистической манеры последнего и сблизился с группой Наби и Гогеном. После короткого пребывания в Бельгии в 1902 году возвратился в Венгрию и поселился в Капошваре.
В последние годы отошёл от масляной живописи и использовал лишь карандаш. Наследие Рипль-Ронаи, по оценке историка искусства Иштвана Гентона, составляет около 3500 работ, из которых 2400 — масляная живопись и работы карандашом, и ещё 800 — рисунки.
В 1927 году он умер в своём доме в Капошваре.

## Галерея

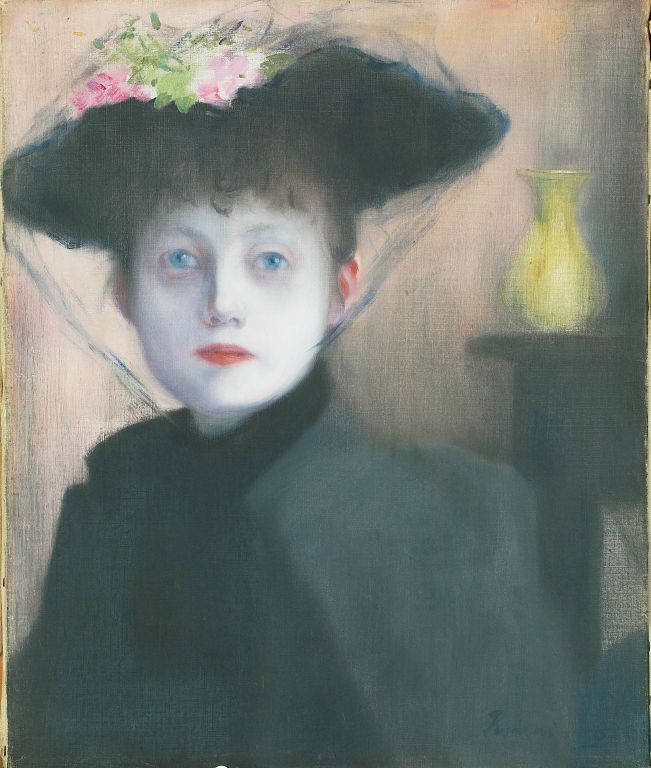
Парижанка (1891)
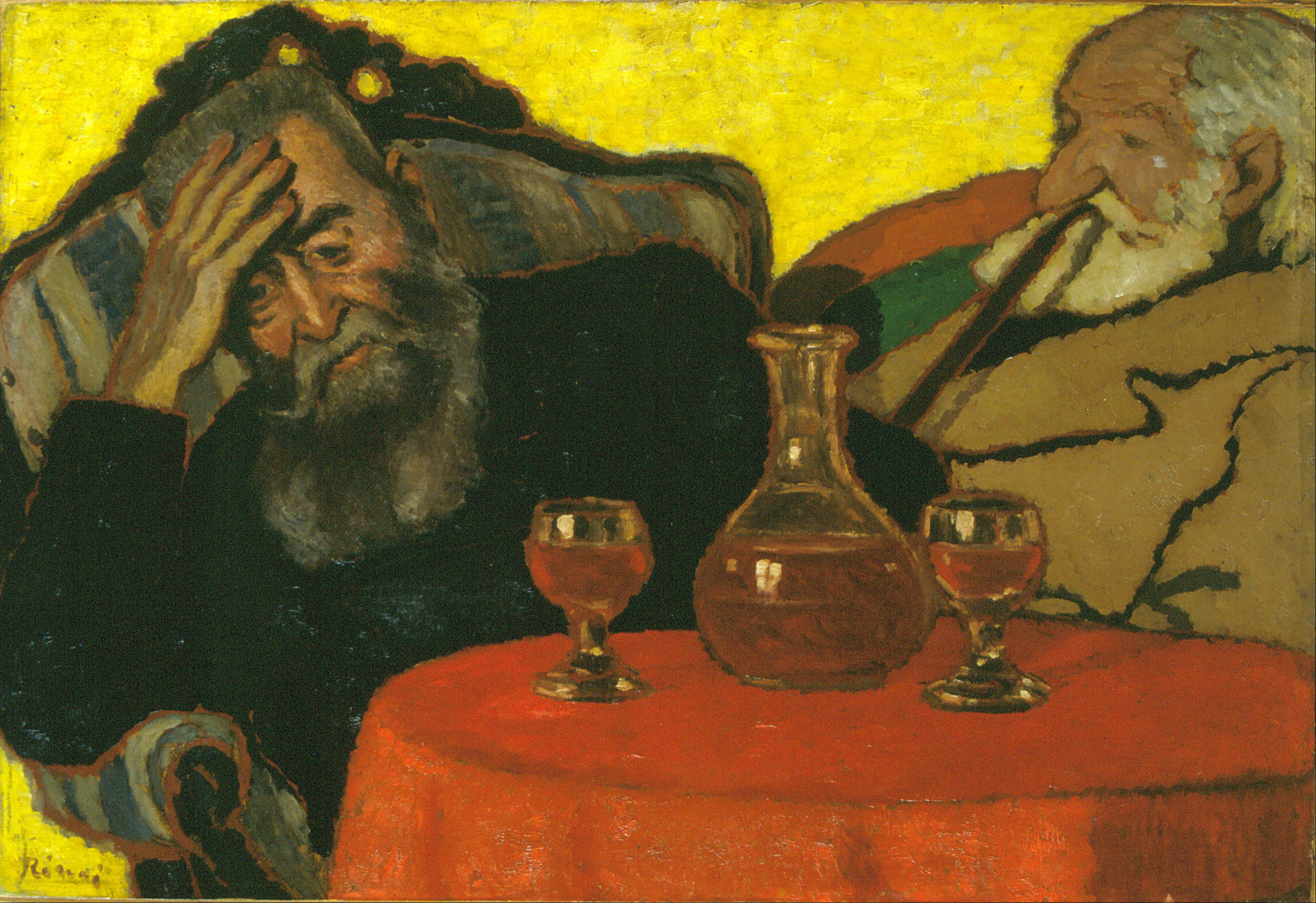
Мой папа и дядя Пьячек с красным вином (1907)
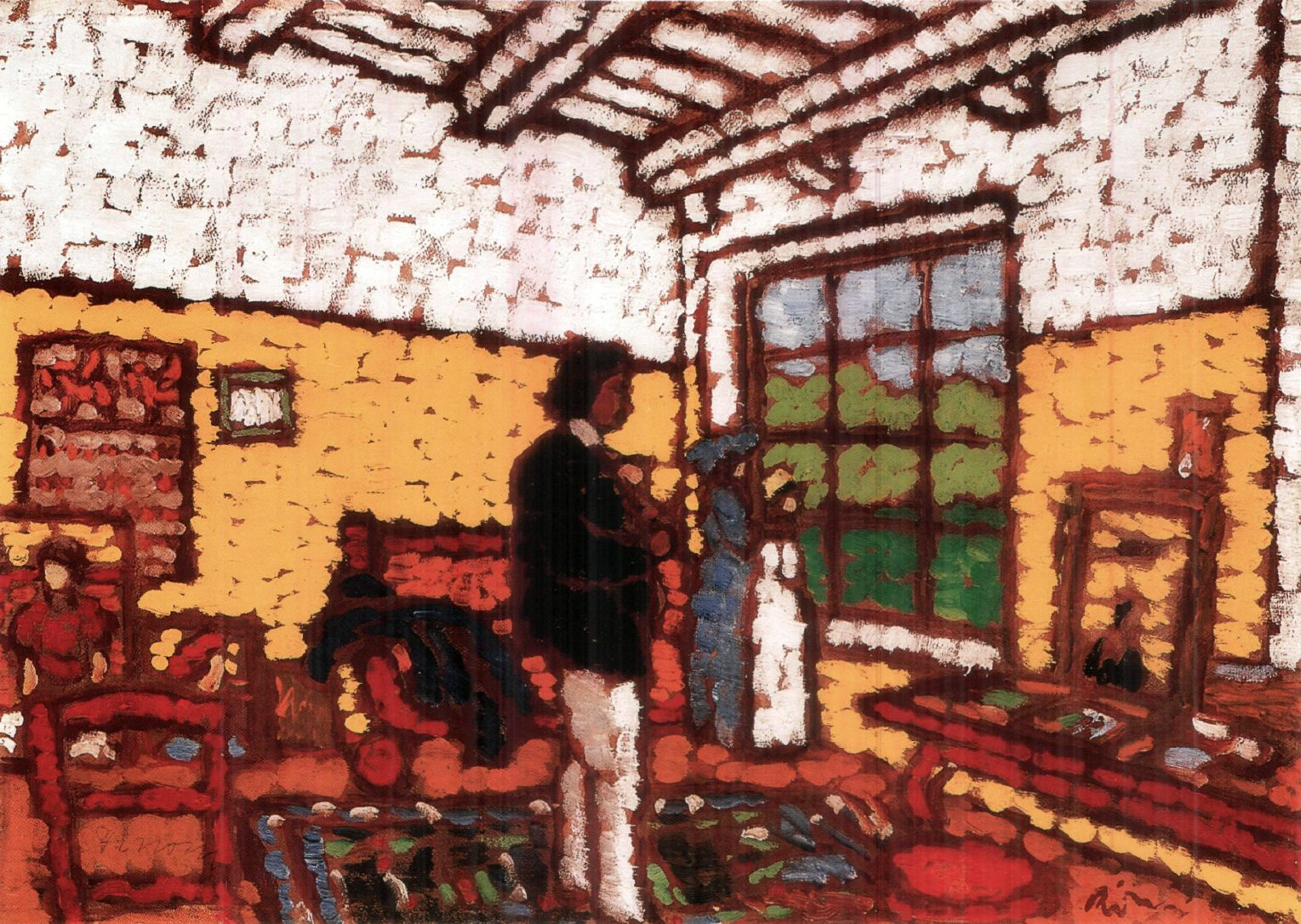
Студия на Капошвара (1911)
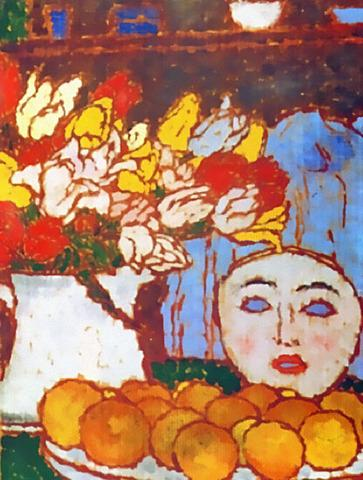
Натюрморт с маской (1910)
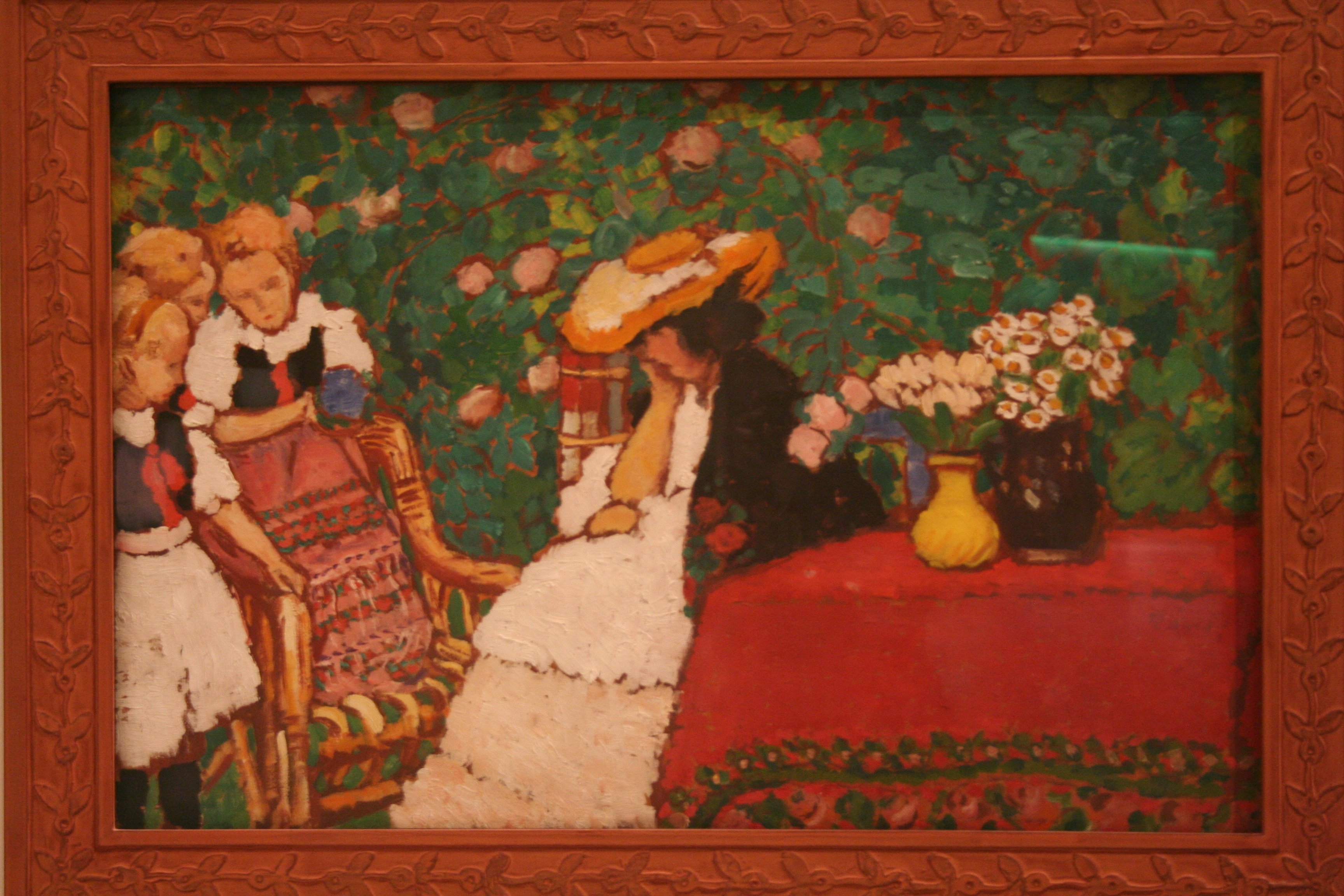
Женщина с тремя девушками (1909) Бруклинский музей
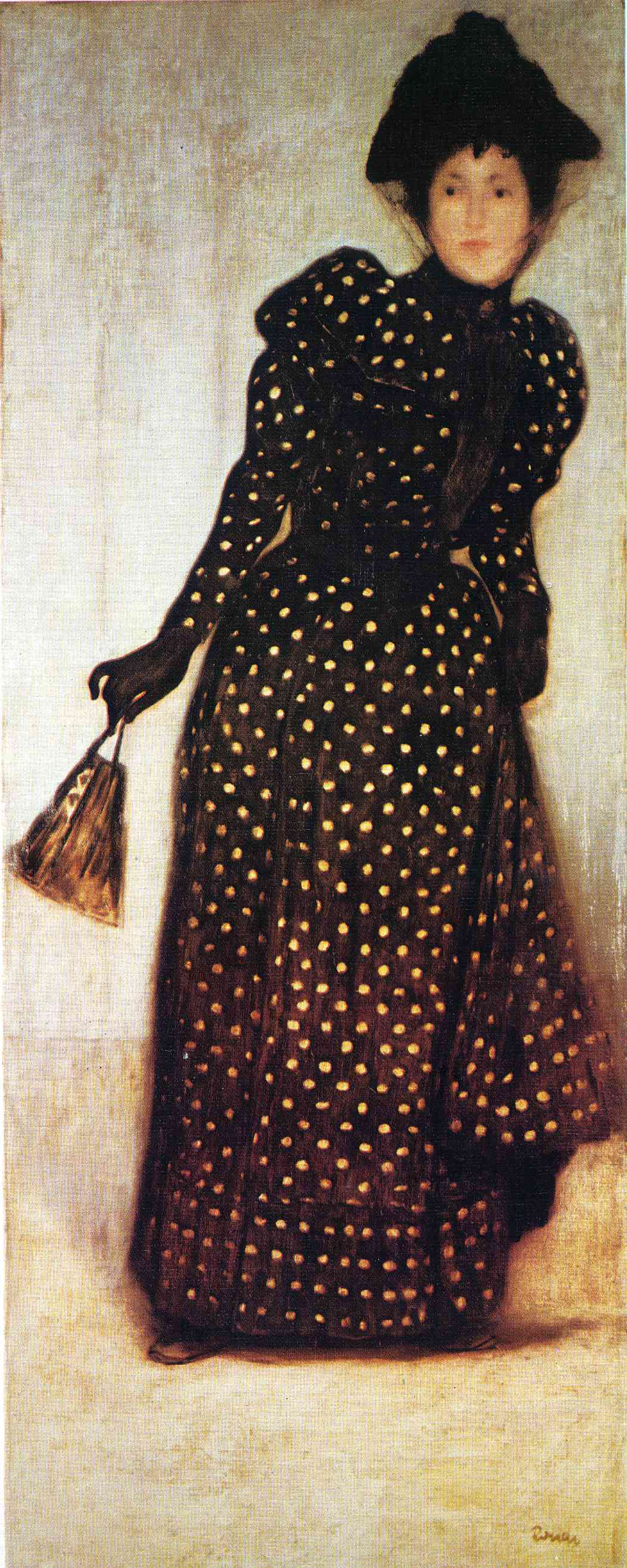
Женщина в платье в горошек (1889)  Венгерская национальная галерея